# 맷팻

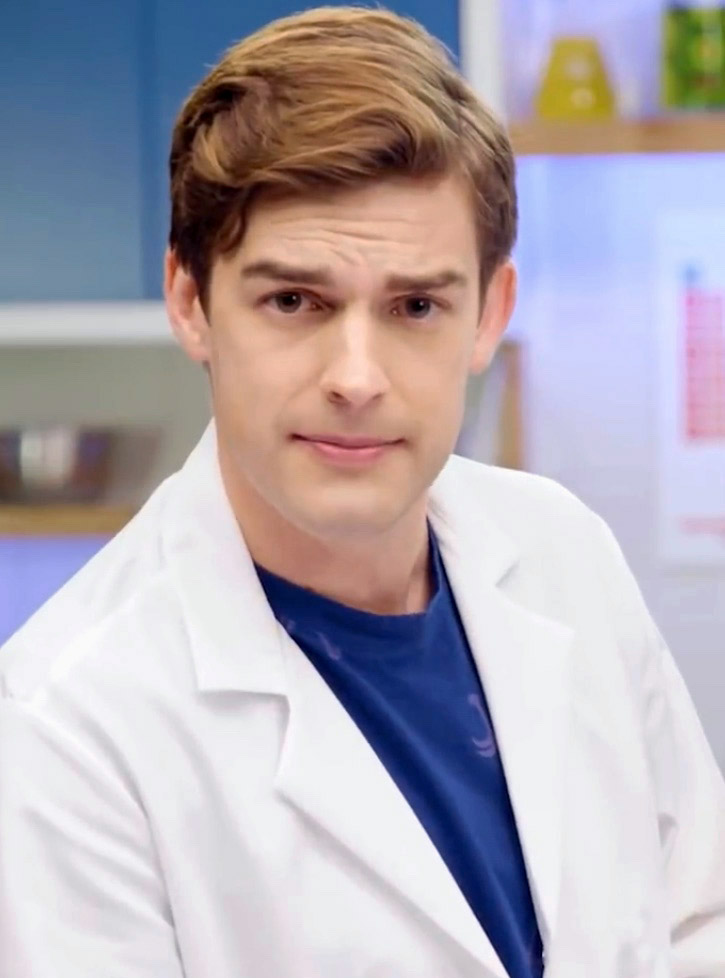
2020년 모습

맷팻(MatPat, 본명: 매슈 로버트 패트릭, Matthew Robert Patrick, 1986년 11월 15일 ~ )은 미국 유튜버이자 인터넷 유명인사이다. 그는 유튜브 시리즈 게임 이론과 그 스핀오프 시리즈인 영화 이론, 음식 이론, 스타일 이론의 창시자로서 각각 다양한 비디오 게임, 영화, TV 시리즈, 웹 시리즈, 음식, 패션을 분석하고 있다. 각각의 서로 다른 시리즈는 해당 시리즈의 이름을 딴 개별 채널에 게시된다. 채널을 만드는 것 외에도 패트릭은 자신의 채널에 표시되는 대부분의 동영상에 대해 해설한다. 패트릭은 또한 게임 채널 GTLive를 만들고 유튜브 프리미엄 시리즈 맷팻의 게임 랩(MatPat's Game Lab)과 2023년 스트리미 어워드를 주최했다. 2023년 9월 기준 패트릭은 4천만 명 이상의 구독자를 확보했으며 채널 5개 모두에서 총 조회수는 80억 회 이상을 기록했다.

## 출연 작품

### 영화
- 프레디의 피자가게 (2023)

## 같이 보기
- 유튜버 목록